# Калачёвский район
Калачёвский райо́н — административно-территориальная единица (район) и одноимённое муниципальное образование (муниципальный район) в Волгоградской области России.
Административный центр — город Калач-на-Дону.

## География
На территории района находится памятник природы Ирисовый.
Полезные ископаемые
На территории района разведано несколько месторождений твердых полезных ископаемых.
Гидрография
Район располагается по обе стороны Цимлянского водохранилища, вдоль которого — прекрасные места для отдыха, охоты, рыбной ловли.

## История
Калачёвский район учрежден Постановлением Президиума ВЦИК 23 июня 1928 года в составе Сталинградского округа Нижне-Волжского края. С 1934 года в составе Сталинградского края, с 1936 года — Сталинградской (Волгоградской) области.

### До XVIII века
По имеющимся письменным и археологическим данным, первые люди на Дону появились 100-150 тыс. лет назад, об этом свидетельствуют орудия труда древнего человека, найденные археологами в различных уголках нашего края. Основными средствами существования древних людей были охота и собирательство. Люди этого времени уже умели пользоваться огнём, изготовлять несложные орудия труда из дерева, кости и разных пород камня. В поймах рек, богатых рыбой и дичью процветала охота и рыболовство, на плодородных землях зарождалось земледелие, а в засушливых солончаковых степях кочевое скотоводство.
Конец эпохи бронзового века совпадает с быстрым разложением родового строя, возникновением военных союзов. Дон был местом формирования одного из таких союзов — Киммерийского. С VII века до н. э. на Дону появляются скифы.
В III веке до н. э. на Дон с востока пришли сарматы. С III века до н. э. на берегах реки Дона существовали несколько греческих колоний. Одна из них — Экзополис располагалась в районе современного Калача-на-Дону.
До IX века в донских степях кочевало гуннское население, а затем сюда проникли хазары, и в 834 году, на территории нынешнего Цимлянского водохранилища построили крепость Саркел. Хазары производили частые набеги на юго-восточные районы Руси и киевский князь Святослав в 965 году захватил крепость и на её месте основал славяно-русское поселение Белая Вежа. В XII веке население покинуло этот город из-за частых набегов половцев и печенегов.
Начиная с середины XII века русские летописи сообщают о присутствии на Дону бродников, которые иногда принимали участие в феодальных войнах русских князей, что нашло отражение в летописных источниках. В 1146 и в 1147 годах они дважды выступали на стороне черниговского князя Святослава Олеговича (сын Олега Святославича), который в союзе со своим братом, киевским князем Игорем II и Юрием Долгоруким, вёл борьбу против внука Мономаха — Изяслава Мстиславовича за «киевский стол». 21 апреля 1216 года в кровопролитной междоусобной битве на реке Липице, у города Юрьева-Польского бродники сражались на стороне владимиро-суздальской армии под командованием внуков Долгорукого — Ярослава и Юрия Всеволодовичей против новгородско-псковско-смоленско-ростовского войска под командой Мстислава Мстиславовича Удатного тогда князя новгородского и ещё одного внука Долгорукого — Константина Всеволодовича (согласно Воскресенской летописи, стр. 122).
В 1180 году бродники оказывали помощь болгарам в их войне за независимость от Византийской империи. Византийский историк и государственный деятель Никита Хониат (Акоминат), описывая в своей «Хронике», датированной 1190 годом, события той болгаро-византийской войны, так характеризует бродников: «те Бродники, презирающие смерть, ветвь русских». Наиболее многочисленная группа русского населения в степной полосе (приблизительно до конца XIII века именуемая бродниками), проживала в Приазовье и по Дону.
В XIII веке в результате нашествия монголо-татар, подонье вошло в состав Золотой Орды. В ходе монгольской экспансии XIII века и создания на пространствах Евразии Монгольского Улуса русское население Причерноморья было «мобилизовано» монгольской властью: обязано было поставлять легковооружённые конные части в монгольское войско и охранять границы Монгольской империи. В составе монгольской армии во время её похода в зарубежную Европу в 1241 году было много русских воинов.
Со второй половины XIV века начинается лавинообразный распад Джучиева Улуса, частью которого была Золотая Орда. С XIV века по берегам Дона и его притоков возникли казачьи городки, образовалась своеобразная самостоятельная «речная» казачья республика — Войско Донское, управлявшаяся избираемыми Войсковыми Кругами атаманами. Согласно исследованиям В. В. Мавродина, Н. М. Волынкина, Б. Д. Грекова и ряда других историков, непосредственными предками и предшественниками казаков являлось славянское население Причерноморья, в том числе бродники (жившие в основном у бродов через реку Дон). Самыми древними из казачьих городков на территории Калачевского района являются станица Голубинская (в древности — городок Голубые) и станица Пятиизбянская (Пять изб). Судя по имеющимся письменным свидетельствам, их возраст составляет 400-500 лет.
Вольные казаки Дона первоначально несли службу русским государям на договорных началах за денежную и натуральную плату (оружие, порох, свинец и т. д.), дипломатические сношения с ними велись через Посольский приказ. Хотя казаки, ещё со времен царствования Ивана IV Грозного, участвовали на стороне царских войск в войнах и в политической жизни Русского царства. Однако российское самодержавие, начиная с XVI века, проводило в отношении казачества все более активную политику, направленную на включение его в систему монархической государственности. Казачество этому всячески сопротивлялось. Именно этим объясняются народные восстания казаков, включая разинское, булавинское, да и пугачёвское, которые затронули и наш край.

### XVIII век
Наиболее жестко повёл себя с казаками Пётр I. Он практически полностью лишил их самостоятельности, вследствие чего казаки под предводительством К.А. Булавина, И.Ф. Некрасова и др. восстали против царского правительства. 8—9 апреля 1708 года у городка Паншин повстанцы разбили трехтысячный отряд черкасского атамана Л. М. Максимова, а у 9 сентября 1708 года у городка Голубые. 9 мая 1708 Булавина избрали атаманом Войска Донского. Для подавления восстания Пётр I направил карательную армию под командованием князя В. В. Долгорукова, основу которой составляла дворянская конница (свыше 33 тыс. чел.), которой при поддержке верных царю казачьих старшин и калмыцких тайш восстание было подавлено. После чего атаман Некрасов И.Ф. (уроженец городка Голубые) увёл верных ему казаков с семьями на Кубань. Царскими карателями практически все население казачьих городков по Дону выше Пяти изб было истреблено от мала до велика, уцелевшие разбежались.
Вскоре после поражения Булавинского восстания (которое как раз было спровоцировано вмешательством царского правительства в дела казаков) в начале XVIII века, а именно в 1721 году, Петр I единоличным решением передал ведение дел, касающихся взаимоотношений с Доном и другими казачьими обществами, из Посольского приказа в Военную коллегию, казачество было приобщено к государственной системе управления имперского типа, автономность казачьего управления была ликвидирована. Войсковые атаманы стали наказными (то есть назначаемыми царем). В числе других были наказными атаманами три казака станицы Пятиизбянской: Денисов Андриан Карпович (1818—1821); Граббе Павел Христофорович (1862—1875) и последний наказной войсковой атаман Войска Донского — Граббе Михаил Николаевич (1916—1917).
В последующем казаки верою и правдою служили монархии, участвовали практически во всех войнах, которые вела Россия в XVIII—XX веках. Прославили себя и наш край военными подвигами казаки Денисовы: генерал-лейтенант Денисов Андриан Карпович, генерал от кавалерии Денисов Фёдор Петрович, генерал-майор Денисов Василий Тимофеевич, бригадир Денисов Илья Федорович, генерал-майор Денисов Карп Петрович, генерал-майор Денисов 4-й Логин Карпович и генерал-майор Денисов 8-й Петр Тимофеевич. Немало сделали для нашей страны храбрые воины и талантливые военачальники генерал от кавалерии Орлов-Денисов Василий Васильевич, генерал-лейтенант Орлов-Денисов Фёдор Васильевич, а также тысячи других казаков.
Вместе с тем, несмотря на верную службу, царское правительство далеко не всегда считалось с интересами казаков. Например, в конце XVIII века когда потребовалось создать укрепления на Кубани вдоль Кавказской линии, императрицей Екатериной II было принято решение переселить туда донских казаков. Это вызвало резкое недовольство в казачьей среде. Более половины станиц под разными предлогами отказались выполнить императорский указ, а пять станиц, располагавшихся, в том числе и на территории современного Калачевского района, открыто восстали. Только посылка регулярных войск позволило усмирить бунтующих казаков. Правительство отказалось от идеи массового переселения казаков на Кубань, ограничившись посылкой только одной тысячи семей из станиц Кобылянской, Нижне-Чирской, Верхне-Чирской, Пятиизбянской и Есауловской, оказавшим наибольшее упорство при волнениях. К этим же станицам присоединена была ещё Глазуновская, для усмирения которой посылался особый отряд.
В XVIII—XIX веках качественный состав населения нашего края стал меняться. В связи с появление казаков-дворян, которым за службы и воинскую доблесть цари стали жаловать земли и крепостных крестьян, на Дону стали появляться слободы, в которые переселялись крестьяне и Малороссии. Так появились в нашем крае слободы Мариновка, Карповка (кстати, последняя названа в честь её владельца Денисова Карпа Петровича). Крестьянские селения в округе основывались графами Денисовыми, графами Орловыми-Денисовыми, Чернозубовыми и некоторыми другими дворянами. Крестьянские селения были расположены одиночно, иногда небольшими группами среди собственно казачьих земель.

### XIX век
С середины XIX века общественные отношения на Дону все более капитализировались, а система управления все ближе приближалась к общеимперской. В наших местах появились так называемые торговые казаки, которые за определенные деньги откупались от военной службы и занимались только предпринимательской деятельностью. К таким людям относились купцы первой гильдии Парамоновы, занимавшейся хлебной и иной торговлей и державшие в Калаче пристань. Одновременно происходила и пролетаризация казачества, что в последующем отразилось на расстановке сил в период Гражданской войны. В этот период население округа быстро росло. В 1858 году на его территории уже проживало 145,3 тыс. чел. обоего пола, из них 72,6 — мужского пола, дворян — 1 738, казачьего сословия — 132 895, вышедших из крепостной зависимости крестьян — 15 315 чел.
В 1885 году в Донском крае была проведена реформа окружного управления, в результате которой были созданы окружные управления во главе с окружными атаманами, выполнявшими административно-полицейские и военно-мобилизационные функции. В конце 1880-х годов Российским правительством была продолжена нормотворческая работа по усилению полицейского надзора за жителями крупных населённых пунктов Донского края. 25 ноября 1888 года глава государства утвердил Положение Военного совета «Об учреждении должностей полицейских приставов в станице Нижне-Чирской и хуторе Калач Второго Донского округа и в станице Константиновской Первого Донского округа Области Войска Донского».

### XX век
К началу Первой мировой войны, у большинства казаков ещё сохранился старинный образ жизни и уклад, особенно у старообрядцев, которых в округе насчитывалось 57 500 из 322 000 всего населения. Вместе с тем в Калаче, который с вводом в строй Волго-Донской железной дороги уже стал в своем развитии на капиталистические рельсы, уже наблюдалось резкое классовое расслоение, порождавшее социальные конфликты. Среди местных рабочих росли революционные настроения, которые подогревались революционными организациями г. Царицына.
С учётом сказанного советская власть сравнительно легко была провозглашена 23 января 1918 года в Калаче и на территории современного Калачевского района при поддержке рабочих, казаков-фронтовиков и слободского крестьянства. Однако представители новой власти, не доверявшие казачеству и считавшие его реакционным, стали проводить жесткую политику по подавлению его верхнего слоя и «расказачиванию» основной массы. Уже декретом СНК от 10 ноября 1917 года казачество было ликвидировано в правовом отношении, а некоторые деятели новой власти, такие как Троцкий и Свердлов предпринимали усилия и по физическом уничтожению казачества. В казачьи станицы посылались красногвардейские отряды, которые грабили и расправлялись с недовольными.
Вследствие недальновидной политики советских властей настроение казаков к весне 1918 года стало меняться, они стали переходить в лагерь контрреволюционеров. В задонских станицах и хуторах полковниками Макаровым Г. Е. (уроженцем и бывшим атаманом Голубинской станицы) и Мамонтовым К. К. др. стали формироваться белоказачьи партизанские отрады. 8 мая белоказаки перешли в наступление, отряд полковника Макарова на Калач, полковника Якушева на станицу Качалинскую, а полковник Греков на станцию Лог. В ночь на 9 мая макаровцы заняли Калач. Начались репрессии.
Однако во второй половине мая 1918 года из Донбасса под давление немецких войск стали отступать части красных 5-й и 6-й Украинских армий, возглавляемые К. Е. Ворошиловым. Несмотря на препятствия, которые чинили им немцы и белоказаки, они все-таки прорвались в осажденный белыми Царицын. Это существенно увеличило силы его защитников. И позволило уже в конце июля того же года перейти в наступление. В результате чего Калач и прилегающие к нему территории 29 июля 1918 были заняты красными войсками. Однако в дальнейшем борьба продолжалась с переменным успехом, и Калач и его окрестности ещё несколько раз переходили из рук в руки. Зимой 1920 года белоказачья Донская армия была разгромлена красными войсками, и 5 января 1920 года Калач и прилегающие к нему территории вновь стали советскими.
С окончанием Гражданской войны была продолжена политика «расказачивания», уже 25 марта 1920 года был издан декрет Совета Народных Комиссаров РСФСР, в соответствие с которым казачьи станицы приравнивались к волостям, на казачьи области распространялись все действующие законы Советской власти, особое землеустройство ликвидировалось. В этой связи уже к концу 1920 года были перераспределены земельные, лесные и сенные угодья Пятиизбянской и Голубинской станиц и Мариновской, Бузиновской, Карповской волостей, а также земель помещиков Денисовых и Голубинцева. Советскими властями на контролируемой территории была осуществлена национализация собственности, жестко проведена продразвёрстка. В результате зерна у хлеборобов осталось мало, некоторым не хватило даже для посева, осложнила положение небывалая засуха 1920—1921 годов. Средняя урожайность в эти годы в регионе составила 0,8—0,9 ц с га. Среднегодовой валовый сбор всех хлебов в 1921 году достиг только 5 % довоенного валового урожая. На Дону начался голод. Правительство Советской России и местные власти пытались исправить положение, но это им долго не удавалось сделать. В 1924 году валовый сбор зерна составил всего 1,2 % от 1916 года. Только к 1926—1927 годам урожайность зерновых достигла довоенного уровня.
В 1929 году в районе началась коллективизация, и уже к январю 1930 года в Калачевском районе насчитывалось уже 35 колхозов, в которых состояла большая часть населения хуторов, станиц и слобод. Одновременно с коллективизацией шло раскулачивание. Ещё в 1929 в Калаче была создана РОК (районная особая комиссия по ликвидации кулацких хозяйств). Кулаком объявлялся каждый зажиточный крестьянин, а порою и не очень зажиточный. Ликвидация «кулачества» как класса окончательно завершилась на территории Калачевского района в 1935—1936, когда более одной тысячи семей «кулаков» были отправлены в ссылку, или так называемые спецпоселения на территории района (спецпоселок «8 Марта»).
В колхозах же первый урожай 1930 показал неэффективность новой системы. Ни один колхоз района не смог выполнить план сдачи хлеба государству. Но курс на образование колхозов был определен жестко. Главной причиной нежелания трудиться в колхозе было постоянное увеличение плана сдачи хлеба государству, а так как колхозник работал только за трудодни, не получая на них ни зерна, ни денег, то его заинтересованность в результате труда резко падала. 1931 год явился последним благоприятным годом для колхозников, в этом году состоялась последняя ярмарка в Калаче, последний год частной торговли. Следующий год был засушливым, неурожайным. У кого из колхозов остался запас зерна с прошлого года, те посеяли, однако в 1933 году все зерно, что было собрано, колхозами сдано государству. Вновь колхозники ничего не получили по заработанным трудодням. Наступил страшный голод.
Только к 1935 году колхозы в Калачевском районе окрепли, получив от государства трактора, ссуду, акты о передаче в собственность земли. Практически все 37 колхозов Калачевского района изменили своё первоначальное название. Для помощи колхозам в ремонте техники, обработке полей, уборке урожая в Калачевском районе появились 3 машинно-тракторные станции (МТС): Советская, Ляпичевская и Голубинская.
Население района к началу войны составляло 31 036 человек, райцентра — 7 046 человек. Район был сельскохозяйственный, зернового направления. В нём было 36 колхозов, 121 единоличное крестьянское хозяйство. Наиболее крупные предприятия района: судоремонтные мастерские Доно-Кубанского речного пароходства, ремонтно-механические мастерские, лесопилка Калачевской судоремонтной мастерской, артели по швейному производству, по ремонту обуви, рыбозавод, механическая зернодробилка, механическая мельница, 2 хлебопекарни, типография районной газеты, 3 машинно-тракторные мастерские, 10 электростанций. В районе было также 53 школы, 3 больницы, 6 учреждений амбулаторно-поликлинической помощи, районный Дом культуры, 9 изб-читален, 26 клубов сельсоветов, 41 библиотека, 3 типографии.

#### Великая Отечественная война
Начало войны в июне 1941 года нарушило налаженную жизнь. 17 июля 1942 года передовые части 6-й немецкой полевой армии вышли к реке Чир и завязали бои с частями 62-й и 64-й армиями. Так начались бои в Большой излучине Дона на дальних подступах к Сталинграду, одно из величайших сражений в Великой Отечественной войне. В этих боях участвовали к 22 июля с немецкой стороны 18 дивизий, насчитывавших 250 тысяч человек боевого состава, около 740 танков, 7,5 тысяч орудий и миномётов Войска 6-й полевой армии поддерживали до 1200 самолётов. Войска Сталинградского фронта к 22 июля имели 16 дивизий (187 тысяч человек, 360 танков, 7,9 тысяч орудий и миномётов, около 340 самолётов).
Несмотря на упорное сопротивление советских войск 1 сентября 1942 года Калач был оккупирован гитлеровцами, однако к 23 ноября того же года город и территория района были освобождены от гитлеровцев. В этот же день у хутора Советского части 4-го танкового корпуса Юго-Западного фронта под командованием генерал-майора А. Г. Кравченко и 4-го мехкорпуса Сталинградского фронта под командованием генерал-майора В. Т. Вольского соединились, замкнув кольцо окружения вокруг 330-тысячной группировки фашистов под Сталинградом. К 2 февраля 1943 окруженная группировка врага была уничтожена.
В ходе наступательной и оборонительной операций на территории района погибли десятки тыс. бойцов и командиров. Однако на сегодняшний день в районе в 32 братских могилах похоронено только 4000 советских воинов. Самая большая братская могила в центре Калача на пл. Павших Борцов, в ней похоронены более 1260 освободителей калачевской земли.
Сразу же после завершения военных действий началось восстановления разрушенных войной домов и предприятий. Война нанесла огромный ущерб хозяйству района, унесла жизнь и здоровье многих его жителей. Всего за годы войны в ряды Красной Армии Калачевским военкоматом было призвано 9147 калачевцев, более 3600 из них не вернулись домой. За мужество, подвиги, отвагу многие калачевцы награждены орденами и медалями. Звания Героя Советского Союза удостоены Виктор Арсентьевич Суздальский, Иван Дмитриевич Семенов, Михаил Захарович Петров (посмертно), стали кавалерами трех орденов Славы — А. И. Лебедкин, А. П. Голиков.

### После войны
После окончания войны с большим размахом развернулось строительство Волго-Донского судоходного канала, Калаче на Дону находился штаб этой грандиозной стройки. Его постройка в 1952 году позитивно повлияла на развитие всех сторон жизни Калачевского района. Во-первых, увеличилось транспортное значение Волги и Дона. Во-вторых, открыло широкие перспективы для орошения и обводнения прилегающих территорий, в зоне Цимлянского водохранилища было создано несколько оросительных систем. В третьих, создало условия для увеличения рыбных богатств. В четвёртых, вдоль трассы канала появились новые благоустроенные поселки и т. д. На строительстве канала проявили себя молодые калачевцы — Виктор Штиглиц, Александр Корытин и др.
В 1960—1980-х годах века продолжилось прогрессивное развитие Калачевского района. В эти годы его промышленность давала более половины всего валого продукта района. Продукция заводов — металлопроволочного и металлоконструкций, судостроительно-судоремонтного и авторемонтного, мостовых железобетонных конструкций и других — приносила славу и известность нашему городу по всей стране и даже за рубежом. На полную мощность работали, выдавая вкусную продукцию, хлебозавод и мясокомбинат, молочный и рыбозаводы.
В пору колхозно-совхозного расцвета, который пришелся на 1970—1980-е годы, Калачёвский район являлся признанным лидером в области в сельскохозяйственном производстве. По производству зерна, молока, мяса, овощей калачевцы занимали первое место в области. Район получал валовой сбор зерна до 280 тысяч тонн, овощей — до 50 тысяч тонн. Калачевское стадо насчитывало более 40 тысяч голов, в том числе 11675 коров, от которых получали до 10 тысяч тонн мяса и 35 тысяч тонн молока. Овощеводы получали урожаи по 600-700 ц овощей с гектара — это урожаи поистине мирового уровня. Всей стране было известно имя «Волго-Дон» — сначала совхоза, а потом совхозного объединения. «Волго-Дон» — это были высочайшие результаты труда. Более тридцати лет хозяйством руководил дважды Герой Социалистического Труда Виктор Иванович Штепо.
В этот период стали Героями Социалистического Труда — С. П. Калмычкова, С. С. Бувашов, 3.И. Яковлева, В. Ф. Попов, А. И. Петручена, А. П. Соколов, лауреатами Государственной премии В. Я. Стенковой, М. Г. Назаров. За самоотверженный труд с 1965 по 1991 годы более 1000 механизаторов, доярок, скотников, специалистов награждены орденами и медалями. В. Ф. Попов, В. И. Штепо были избраны депутатами Верховного Совета СССР, молодая трактористка Мария Пронина — депутатом Верховного Совета РСФСР.
В 1960—1980-х годах почетное звание «Заслуженный работник Российской Федерации» присвоено 27 учителям, врачам, работникам культуры и сельского хозяйства. Более тысячи калачевцев награждены правительственными наградами. В городе Калаче-на-Дону вырос и живёт замечательный русский писатель, лауреат Государственной премии Борис Петрович Екимов, автор более 20 книг прозы. Его произведения печатались в журналах «Новый мир», «Знамя», «Наш современник», переведены на многие иностранные языки, по ним сняты телевизионные и художественные фильмы.
В настоящее время в связи с кризисными явлениями, охватившими страну в 1990-х годах, Калачёвский район, как и вся страна, переживает трудные дни. Многие предприятия утратили свои позиции и снизили выпуск товаров и услуг, но благодаря усилиям калачевцев жизнь в районе не угасает. За последние годы промышленные предприятия Калача-на-Дону начинают медленно восстанавливать своё производство. Некоторые фермеры сумели стать настоящими хозяевами и ведут рентабельное производство. В первую очередь это бывшие «волгодонцы» А. В. Штепо, А. И. Кузменко, А. Б. Колесниченко, Н. Н. Олейников и другие.
20 января 2005 года в соответствии с Законом Волгоградской области № 994-ОД район наделён статусом муниципального района. В его составе образованы 13 муниципальных образований: 1 городское и 12 сельских поселений.
12 сентября 2023 года в 5 км от хутора Лошки Калачевского района Волгоградской области потерпел крушение бомбардировщик Су-24. Об этом сообщает местное издание v1.ru со ссылкой на источник в оперативных службах региона. «Это был учебный вылет. Самолет был без боеприпасов, на земле разрушений нет. С пилотами, скорее всего, все плохо. Сейчас идет поисковая операция, людей ищут»,— рассказал собеседник издания. По данным издания, самолет пропал с радаров вскоре после вылета. Затем на земле были обнаружены три очага возгорания. Сейчас поисковая группа ищет пилотов, неизвестно, успели они катапультироваться или нет.

## Население
| 1939    | 1959    | 1970    | 1979    | 1989    | 2002    | 2009    | 2010    | 2011    |
| ------- | ------- | ------- | ------- | ------- | ------- | ------- | ------- | ------- |
| 31 036  | ↗37 651 | ↗62 420 | ↘53 549 | ↘53 058 | ↗62 228 | ↘61 635 | ↘58 524 | ↘58 523 |
| 2012    | 2013    | 2014    | 2015    | 2016    | 2017    | 2018    | 2019    | 2020    |
| ↘57 773 | ↘56 961 | ↘56 105 | ↘55 222 | ↘54 461 | ↘53 957 | ↘53 226 | ↘52 382 | ↘51 582 |
| 2021    |         |         |         |         |         |         |         |         |
| ↗52 029 |         |         |         |         |         |         |         |         |

### Урбанизация
В городских условиях (город Калач-на-Дону) проживают 46.66 % населения района.

### Национальный состав
По итогам переписи населения 2020 года проживали следующие национальности (национальности менее 0,1 % и другое см. в сноске к строке «Другие»):
| Национальность | Численность, чел. | Доля     |
| -------------- | ----------------- | -------- |
| Русские        | 46 219            | 88,83 %  |
| Чеченцы        | 634               | 1,22 %   |
| Украинцы       | 421               | 0,81 %   |
| Курды          | 327               | 0,63 %   |
| Казахи         | 260               | 0,50 %   |
| Татары         | 256               | 0,49 %   |
| Армяне         | 251               | 0,48 %   |
| Цыгане         | 207               | 0,40 %   |
| Азербайджанцы  | 193               | 0,37 %   |
| Корейцы        | 157               | 0,30 %   |
| Белорусы       | 124               | 0,24 %   |
| Калмыки        | 101               | 0,19 %   |
| Таджики        | 99                | 0,19 %   |
| Даргинцы       | 75                | 0,14 %   |
| Марийцы        | 69                | 0,13 %   |
| Лезгины        | 56                | 0,11 %   |
| Немцы          | 53                | 0,10 %   |
| Другие         | 2527              | 4,87 %   |
| Итого          | 52 029            | 100,00 % |

## Муниципально-территориальное устройство
В Калачёвском муниципальном районе выделяются 13 муниципальных образований, в том числе 1 городское поселение и 12 сельских поселений:
| №  | Муниципальное образование        | Административный центр | Количество населённых пунктов | Население (чел.) | Площадь (км²) |
| -- | -------------------------------- | ---------------------- | ----------------------------- | ---------------- | ------------- |
| 1  | Калачёвское городское поселение  | город Калач-на-Дону    | 2                             | ↗24 476          | 74.21         |
| 2  | Береславское сельское поселение  | посёлок Береславка     | 2                             | ↗4339            | 291.15        |
| 3  | Бузиновское сельское поселение   | хутор Бузиновка        | 3                             | ↘859             | 301.99        |
| 4  | Голубинское сельское поселение   | станица Голубинская    | 6                             | ↘1357            | 620.75        |
| 5  | Зарянское сельское поселение     | посёлок Заря           | 2                             | ↘949             | 83.63         |
| 6  | Ильевское сельское поселение     | посёлок Ильевка        | 4                             | ↘3835            | 468.46        |
| 7  | Крепинское сельское поселение    | посёлок Крепинский     | 4                             | ↗1527            | 544.32        |
| 8  | Логовское сельское поселение     | хутор Логовский        | 3                             | ↘2574            | 224.92        |
| 9  | Ляпичевское сельское поселение   | хутор Ляпичев          | 5                             | ↘2351            | 361.24        |
| 10 | Мариновское сельское поселение   | село Мариновка         | 3                             | ↘1537            | 299.05        |
| 11 | Приморское сельское поселение    | хутор Приморский       | 3                             | ↘915             | 186.80        |
| 12 | Пятиизбянское сельское поселение | хутор Пятиизбянский    | 6                             | ↘1257            | 613.29        |
| 13 | Советское сельское поселение     | посёлок Волгодонской   | 4                             | ↗6292            | 155.52        |

## Населённые пункты
В Калачёвский район входят 47 населённых пунктов.
| №  | Населённый пункт                  | Тип     | Население | Муниципальное образование        |
| -- | --------------------------------- | ------- | --------- | -------------------------------- |
| 1  | Белоглинский                      | посёлок | 257       | Крепинское сельское поселение    |
| 2  | Береславка                        | посёлок | ↘3931     | Береславское сельское поселение  |
| 3  | Большенабатовский                 | хутор   | 76        | Голубинское сельское поселение   |
| 4  | Братский                          | хутор   | 312       | Крепинское сельское поселение    |
| 5  | Бузиновка                         | хутор   | 645       | Бузиновское сельское поселение   |
| 6  | Вербовский                        | хутор   | 262       | Ляпичевское сельское поселение   |
| 7  | Волгодонской                      | посёлок | 1272      | Советское сельское поселение     |
| 8  | Голубинская                       | станица | ↘1221     | Голубинское сельское поселение   |
| 9  | Голубинский 2-й                   | хутор   | 24        | Голубинское сельское поселение   |
| 10 | Гремячий                          | хутор   | 5         | Пятиизбянское сельское поселение |
| 11 | Дальний                           | посёлок | 156       | Логовское сельское поселение     |
| 12 | Дом отдыха                        | посёлок | ↗199      | Калачёвское городское поселение  |
| 13 | Донской                           | посёлок | 612       | Ляпичевское сельское поселение   |
| 14 | Евлампиевский                     | хутор   | 0         | Голубинское сельское поселение   |
| 15 | Заря                              | посёлок | 664       | Зарянское сельское поселение     |
| 16 | Ильевка                           | посёлок | ↗1451     | Ильевское сельское поселение     |
| 17 | Калач-на-Дону                     | город   | ↗24 277   | Калачёвское городское поселение  |
| 18 | Камыши                            | хутор   | 397       | Ильевское сельское поселение     |
| 19 | Колпачки                          | хутор   | 352       | Приморское сельское поселение    |
| 20 | Комсомольский                     | посёлок | 1224      | Советское сельское поселение     |
| 21 | Крепинский                        | посёлок | ↗827      | Крепинское сельское поселение    |
| 22 | Кумовка                           | хутор   | 222       | Пятиизбянское сельское поселение |
| 23 | Логовский                         | хутор   | 2583      | Логовское сельское поселение     |
| 24 | Ложки                             | хутор   | 36        | Пятиизбянское сельское поселение |
| 25 | Ляпичев                           | хутор   | 1266      | Ляпичевское сельское поселение   |
| 26 | Малоголубинский                   | хутор   | 171       | Голубинское сельское поселение   |
| 27 | Мариновка                         | село    | ↘862      | Мариновское сельское поселение   |
| 28 | Морской                           | хутор   | 46        | Пятиизбянское сельское поселение |
| 29 | Новоляпичев                       | хутор   | 360       | Ляпичевское сельское поселение   |
| 30 | Новопетровский                    | хутор   | 202       | Ляпичевское сельское поселение   |
| 31 | Овражный                          | посёлок | 306       | Крепинское сельское поселение    |
| 32 | Октябрьский                       | посёлок | ↗3752     | Советское сельское поселение     |
| 33 | Осиновский                        | хутор   | 78        | Голубинское сельское поселение   |
| 34 | отделения № 2 совхоза «Волго-Дон» | посёлок | 510       | Береславское сельское поселение  |
| 35 | Пархоменко                        | посёлок | 427       | Зарянское сельское поселение     |
| 36 | Первомайский                      | хутор   | 226       | Логовское сельское поселение     |
| 37 | Приканальный                      | посёлок | 184       | Мариновское сельское поселение   |
| 38 | Приморский                        | хутор   | 497       | Приморское сельское поселение    |
| 39 | Прудбой                           | посёлок | 798       | Мариновское сельское поселение   |
| 40 | Пятиизбянский                     | хутор   | 730       | Пятиизбянское сельское поселение |
| 41 | Пятиморск                         | посёлок | ↗2657     | Ильевское сельское поселение     |
| 42 | Рюмино-Красноярский               | хутор   | 132       | Ильевское сельское поселение     |
| 43 | Светлый Лог                       | хутор   | 343       | Пятиизбянское сельское поселение |
| 44 | Степаневка                        | хутор   | 228       | Бузиновское сельское поселение   |
| 45 | Степной                           | хутор   | 387       | Советское сельское поселение     |
| 46 | Тихоновка                         | хутор   | 217       | Приморское сельское поселение    |
| 47 | Ярки-Рубежный                     | хутор   | 175       | Бузиновское сельское поселение   |

## Транспорт

### Автомобильные дороги
На территории района пролегает:
- автомагистраль E 40—М21 «Волгоград—Кишинёв»
- трасса А153 «Волгоград—Мариновка»